# Pahora
Pahora is een geslacht van spinnen uit de  familie van de Synotaxidae.

## Soorten
- Pahora cantuaria Forster, 1990
- Pahora graminicola Forster, 1990
- Pahora kaituna Forster, 1990
- Pahora media Forster, 1990
- Pahora montana Forster, 1990
- Pahora murihiku Forster, 1990
- Pahora rakiura Forster, 1990
- Pahora taranaki Forster, 1990
- Pahora wiltoni Forster, 1990